# Maršíkov
Het dorp Maršíkov (Duitse naam: Marschendorf) telt ongeveer 174 inwoners (2014). Het ligt vlak bij Velké Losiny, een plaats die bekend is om zijn bronnenbaden. Maršikov ligt in een dal, vlak bij de rivier de Desná, en is bekend door de Sint-Michaelkerk uit 1609.
Het eerste schriftelijke bewijs van het bestaan van Maršíkov stamt uit 1351, toen er in Maršíkov al een pastorie stond. In 1609 bouwden plaatselijke evangelisten een houten kerkje, dat er tot de dag van vandaag nog staat. Het dorp bestaat voornamelijk uit boerderijen.
Na het ontstaan van de Eerste Tsjecho-Slowaakse Republiek (1918) won de Duitse agrarische politieke partij (Duits: Bund der Landwirte) veel stemmen in het dorp. Na de deportatie van de Duitsers uit Tsjechoslowakije (1945-1946) verdween het grootste deel van de Duitse inwoners van Maršíkov, waarna de lege huizen werden gevuld met families uit andere delen van Tsjechoslowakije. In 1976 werd Maršíkov aan de nabijgelegen gemeente Velké Losiny toegevoegd.